# 趙周 (嘉靖進士)
趙周（1512年—？），字子郁，雲南大理府太和縣人，民籍，明朝政治人物。

## 生平
嘉靖二十二年（1543年）癸卯科雲南鄉試第三十三名舉人。嘉靖二十九年（1550年）中式庚戌科會試第三百十四名，三甲第九十四名進士。初授浙江仁和縣知縣，官至四川布政使司参议。

## 家族
曾祖趙文義；祖父趙永英；父趙清，母李氏。永感下。兄趙仁，县丞；赵镗，州吏目；赵亨。